# Деболи
Деболи (пол. Deboli, de Beaulieu, Dwa Lwy) — польский и галицкий дворянский род и одноименный герб.
Henryk de Beaulieu выехал в половине XVII века из Франции в Польшу, долгое время был начальником артиллерии коронной и принял фамилию Деболи.
Августин Деболи (пол. Antoni Augustyn Deboli; 1747—1810) был в последние годы существования Речи Посполитой польским посланником в России. Род Деболи внесён в родословные книги дворян Царства Польского.
В империи Габсбургов род Деболи подтвердил своё шляхетское происхождение в королевстве Галиции и Лодомерии..

## Описание герба
В серебряном поле два льва (на рисунке из польской вики со ссылкой на гербовник Тадеуша Гайля — золотые львы в голубом поле), друг к другу обращенные, держат церковный подсвечник. Над щитом дворянская корона. Герб Деболи внесён в Часть 1 Гербовника дворянских родов Царства Польского, стр. 149.